# Lijst van rijksmonumenten in Dalen

De plaats Dalen telt 8 inschrijvingen in het rijksmonumentenregister. Hieronder een overzicht. 
| Object                                                                          | Oorspronkelijke functie?  | Bouwjaar                                         | Architect                                           | Locatie          | Coördinaten?                  | Nr.?   | Afbeelding        |
| ------------------------------------------------------------------------------- | ------------------------- | ------------------------------------------------ | --------------------------------------------------- | ---------------- | ----------------------------- | ------ | ----------------- |
| Hervormde kerk                                                                  | Kerk en kerkonderdeel     | 1824 (herb.) 1907 (verb.) 1973-'76 rest.)        | waarsch. G. Hagels                                  | Hoofdstraat 25   | 52° 41' 52" NB, 6° 45' 19" OL | 11634  | Hervormde kerk    |
| Hervormde kerk, toren                                                           | Kerk en kerkonderdeel     | 1450-1500 1639 (klok)                            | F. Simon (klok)                                     | Hoofdstraat 25   | 52° 41' 52" NB, 6° 45' 19" OL | 11635  | Meer afbeeldingen |
| Jan Pol                                                                         | Industrie- en poldermolen | 1876 1942 (herst.) 1971-'72 (rest.) 1993 (rest.) | Schiller Gebr. De Graafte (1942) Huberts (1971-'72) | Molenwijk 8      | 52° 42' 3" NB, 6° 45' 16" OL  | 44562  | Meer afbeeldingen |
| De Bente                                                                        | Industrie- en poldermolen | 1814 1976 (rest.)                                | J.D. Medendorp (1976)                               | De Bente 40      | 52° 41' 17" NB, 6° 45' 5" OL  | 44563  | Meer afbeeldingen |
| Boerderij met woonhuis in Overgangsstijl en grote schuur in ambachtelijke stijl | Boerderij                 | 1889 (schuur) ca. 1915 (woonhuis)                |                                                     | De Brinken 5     | 52° 41' 57" NB, 6° 45' 30" OL | 468584 | Upload foto       |
| Woonhuis in eclectische-ambachtelijke stijl                                     | Woonhuis                  | ca. 1885                                         |                                                     | Hoofdstraat 35   | 52° 41' 47" NB, 6° 45' 20" OL | 468585 | Upload foto       |
| Woonhuis in ambachtelijke stijl                                                 | Woonhuis                  | ca. 1860 mog. ca. 1890 (uitbr.)                  |                                                     | Hoofdstraat 47   | 52° 41' 45" NB, 6° 45' 19" OL | 468586 | Upload foto       |
| Boerderij gebouwd in ambachtelijk-traditionele stijl                            | Boerderij                 | ca. 1895                                         |                                                     | Stationsstraat 9 | 52° 41' 43" NB, 6° 45' 29" OL | 468587 | Upload foto       |